# Arcidiecéze chicagská
Arcidiecéze chicagská (latinsky Archidioecesis Chicagiensis) je římskokatolická arcidiecéze na území severoamerického města Chicago a části státu Illinois s katedrálou Nejsvětějšího jména v Chicagu. Jejím současným arcibiskupem je kardinál Blase Joseph Cupich.

## Stručná historie
Diecéze byla zřízena v roce 1843 vyčleněním z diecéze Saint Louis a diecéze Vincennes, a byla sufragánní k Saint Louis. Na arcidiecézi bylo Chicago povýšeno v roce 1880.

## Církevní provincie

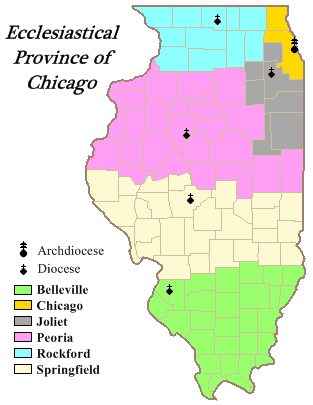
Mapa církevní provincie chicagské

Jde o metropolitní arcidiecézi, jíž jsou podřízeny tyto sufragánní diecéze na území amerického státu Illinois:
- diecéze Belleville
- diecéze jolietská
- diecéze Peoria
- diecéze rockfordská
- diecéze springfieldská v Illinois.